# Benedikt Mitmannsgruber
Benedikt Mitmannsgruber (* 11. Juni 1996) ist ein österreichischer Kabarettist.

## Leben
Benedikt Mitmannsgruber stammt aus Liebenau im Mühlviertel in Oberösterreich und besuchte die Handelsakademie (HAK) in Freistadt, wo er 2015 maturierte. Anschließend begann er ein Lehramtsstudium für Deutsch und Geschichte an der Universität Linz.
Im Sommer 2017 begann er, Texte zu schreiben. Seinen ersten Auftritt absolvierte er am Salonschiff Florentine in Linz. 2018 war er Finalist beim Grazer Kleinkunstvogel. Beim oberösterreichischen Kabarett-Preis Ennser Kleinkunstkartoffel belegte er 2019 den zweiten Platz. Im selben Jahr gewann er den Publikumspreis beim Freistädter Frischling und das Goldene Ei des KultOs in Ostermiething und feierte im November mit seinem Kabarett-Solodebütprogramm Exodus Premiere. Mit diesem Programm stand er unter anderem am Kabarett Niedermair auf der Bühne und war 2021 im Rahmen der Reihe Kabarett im Turm auf ORF III zu sehen.
Im ORF war er ab 2020 in der von Gerald Fleischhacker präsentierten Sendung Die Tafelrunde sowie in der von Hosea Ratschiller moderierten ORF-Sendung Pratersterne zu Gast. 2020 war er einer der Gewinner der Kabarett Talente Show im Rahmens des Wiener Kabarettfestivals. 2021 war er NightWash-Finalist und gewann den Goldenen Besen beim Stuttgarter Besen. Im Februar 2022 und Juni 2023 war er bei Nuhr im Ersten zu sehen. Im April 2022 war er Finalist im Wettbewerb um die Tuttlinger Krähe. Im Oktober 2022 war er erstmals in der ORF-Satiresendung Gute Nacht Österreich bei Peter Klien zu Gast.
Seit Oktober 2020 schreibt er Artikel für die von Fritz Jergitsch gegründete Satire-Website Die Tagespresse. Im Mai 2023 war er das erste Mal im Rateteam der ORF-Comedy-Quizshow Was gibt es Neues?. Im Juni 2023 trat er beim Donauinselfest im ORF-III-Kulturzelt auf. Im Rahmen des ORF-Sommerkabaretts wurden im August 2023 Auszüge aus seinem zweiten Programm Der seltsame Fall des Benedikt Mitmannsgruber präsentiert. Im März 2025 war er Teilnehmer der Promi-Millionenshow für Licht ins Dunkel.
Seine Markenzeichen sind ein Schnauzbart und ein Norwegerpullover.

## Programme
- 2019: Exodus
- 2022: Der seltsame Fall des Benedikt Mittmannsgruber[19][20]

## Publikationen (Auswahl)
- 2017: Der Sportprophet: Kommissar Wayna und der tote Blonde, Krimi, neobooks, München. ISBN 978-3-7427-8268-7
- 2021: Ansichtskarten aus Afghanistan. Life is a Story, story.one publishing, ISBN 978-3-99087-581-0.

## Auszeichnungen (Auswahl)
- 2018: Finalist Grazer Kleinkunstvogel[6]
- 2019: 2. Platz Ennser Kleinkunstkartoffel[6]
- 2019: Publikumspreis beim Freistädter Frischling[21]
- 2021: Stuttgarter Besen – Auszeichnung mit dem Goldenen Besen[8][9]
- 2022: Gewinner des Passauer Scharfrichterbeils[22]
- 2022: 2. Platz beim Hamburger Comedy Pokal[23]